# Julius Podlipný
Julius Podlipný, rumunsky Iuliu Podlipny, slovensky Július Podlipný, maďarsky Podlipny Gyula, (12. dubna 1898 Bratislava – 15. ledna 1991 Temešvár), byl rakousko-uherský a rumunský umělec, malíř a kreslíř, narozený v dnes slovenské části tehdejších Uher.

## Životopis
Studoval na Maďarské akademii umění v Budapešti. Učil na uměleckém lyceu v Temešváru. Svým stylem, který měl blízko k expresionismu ovlivnil některé umělce jako např. Ștefana Câlția, který byl velmi uznáván rumunskou uměleckou kritikou. Jeho žáky byli také mimo jiné, konceptuální umělec Diet Sayler, Roman Cotoșman, Paul Neagu, Traian Brădean a Constantin Flondor. Mezi válkami byl Podlipný jeden z prvních, kteří v Rumunsku podporovali moderní umění. Do avantgardistického a socialistického časopisu Ma, vydávaného maďarským kritikem a mecenášem Lajosem Kassákem ve Vídni psal Podlipný příspěvky o umění. Žena Juliuse Podlipného, byla umělecká a literární kritička Annemarie Podlipny-Hehn.